# La Roque-Sainte-Marguerite
 La Roque-Sainte-Marguerite  (en occitano La Ròca) es una población y comuna francesa, situada en la región de Mediodía-Pirineos, departamento de Aveyron, en el distrito de Millau y cantón de Peyreleau.

## Demografía
| 211 | 142 | 158 | 145 | 144 | 172 |
| Para los censos de 1962 a 1999 la población legal corresponde a la población sin duplicidades (Fuente: INSEE [Consultar]) |     |     |     |     |     |